# Rio Salgadinho (Paraíba)
O rio Salgadinho é um curso de água que banha o estado da Paraíba, no Brasil.